# ريتشارد ليستير (مجدف)
ريتشارد ليستير (بالإنجليزية: Richard Lester)‏ هو مجدف بريطاني، ولد في 24 مارس 1949 في Wallingford, Oxfordshire ‏ في المملكة المتحدة.

## وصلات خارجية
- ريتشارد ليستير على موقع الاتحاد الدولي للتجديف (الإنجليزية)
- ريتشارد ليستير على موقع الاتحاد الدولي للتجديف (الإنجليزية)
- ريتشارد ليستير على موقع اللجنة الأولمبية الدولية (الإنجليزية)
- ريتشارد ليستير على موقع أوليمبيديا (الإنجليزية)